# 1-я армия (вермахт)
Не следует путать с 1-й немецкой армией в Первой мировой войне

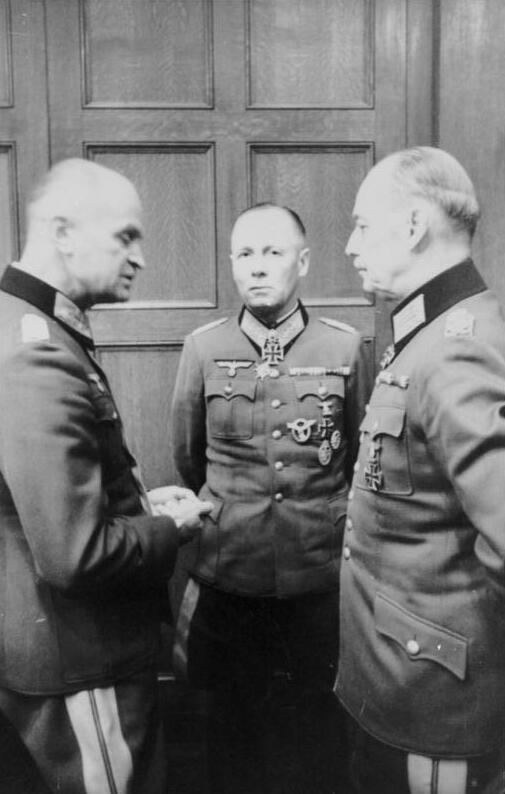
Генералы Бласковиц, Роммель и Рундштедт, май 1944 года

1-я армия (нем. 1. Armee) — германская армия, принимала участие во Второй мировой войне.

## Боевой путь
Создана 26 августа 1939. В составе группы армий «С» занимала оборонительные позиции немецкой «линии Зигфрида», 14 июня 1940 атаковала французскую «линию Мажино». До конца войны — на Западном фронте. После высадки американо-британских войск во Франции в августе 1944 отступила в Эльзас-Лотарингию, окончательно разгромлена в мае 1945 в Баварии.

## Состав
- сентябрь 1939: 9-й и 12-й армейские корпуса
- май 1940: 12-й , 24-й, 30-й, 37-й армейские корпуса
- апрель 1941: 27-й и 45-й армейские корпуса
- январь 1942: 8-й, 45-й армейские корпуса, 23-я танковая дивизия
- июнь 1942: 80-й армейский корпус
- июль 1943: 80-й и 86-й армейские корпуса, 14-я танковая дивизия, 10-я танковая дивизия СС
- июнь 1944: 80-й и 86-й армейские корпуса, 11-я танковая дивизия
- ноябрь 1944: 13-й и 87-й армейские корпуса
- апрель 1945: 13-й армейский корпус

## Командующие
- с 26 августа 1939 — генерал пехоты (затем генерал-фельдмаршал) Эрвин фон Вицлебен
- с 24 октября 1940 — генерал-полковник Йоханнес Бласковиц
- с 10 мая 1944 — генерал танковых войск Йоахим Лемельзен
- с 4 июня 1944 — генерал пехоты Курт фон дер Шевалери
- с 6 сентября 1944 — генерал танковых войск Отто фон Кнобельсдорф
- с 30 ноября 1944 — генерал пехоты Ханс фон Обстфельдер
- с 28 февраля 1945 — генерал пехоты Герман Фёрч (6 мая 1945 взят в плен американцами)